# Carreraia edwardsi
Carreraia edwardsi är en tvåvingeart som först beskrevs av Carrera 1941.  Carreraia edwardsi ingår i släktet Carreraia och familjen fönstermyggor. Inga underarter finns listade i Catalogue of Life.